# Ben Kersten
Ben Kersten (Wollongong, 21 de septiembre de 1981) es un deportista australiano que compitió en ciclismo en la modalidad de pista.
Ganó una medalla de plata en el Campeonato Mundial de Ciclismo en Pista de 2006, en la prueba del kilómetro contrarreloj.

## Medallero internacional
| Campeonato Mundial | Campeonato Mundial | Campeonato Mundial | Campeonato Mundial |
| Año                | Lugar              | Medalla            | Competición        |
| ------------------ | ------------------ | ------------------ | ------------------ |
| 2006               | Burdeos (Francia)  | Medalla de plata   | 1 km contrarreloj  |